# Église Saint-Vigor de Perrières
L'église Saint-Vigor est une église catholique des XIIe et XIVe siècles, située à Perrières, en France.

## Localisation
L'église est située dans le département français du Calvados, dans le bourg de Perrières.

## Historique
L'église est, avec la grange aux dîmes, le vestige du prieuré bénédictin éponyme et dépendit de l'abbaye de Marmoutier de Tours.
L'édifice est inscrit au titre des monuments historiques depuis le 31 mars 1928.
L'église est dédiée à Vigor de Bayeux, évêque de Bayeux de 513 à sa mort en 537.